# USS Pampanito (SS-383)
USS Pampanito (SS-383) — американський підводний човен типу «Балао». Знаходився на службі ВМС США з 1943 по 1971 рік. Третій підводний човен, названий на честь окунеподібної риби Трахінот (англ. Pompano). Здійснив шість військових патрулів у 1944—1945 роках, у період 1960—1971 рр. був тренувальним судном. З 21 листопада 1975 року USS Pampanito є Національною історичною пам'яткою і базується в Рибацькій пристані в Сан-Франциско.